# Estlands herrlandslag i fotboll
Estlands herrlandslag i fotboll representerar Estland i fotboll.

## Historik
Estlands fotbollsförbund (Eesti Jalgpalli Liit) bildades 1921 och blev medlem av Fifa 1923 och Uefa 1992. Mellan 1940 och 1991 ockuperades landet av Sovjetunionen.
Den 17 oktober 1920 spelade man första landskampen, borta mot Finland som vann med 6-0 i Helsingfors. 1922 noterade man sitt sämsta resultat när finländarna vann hemma med 10-2.

Bästa resultatet nåddes mot Litauen efter 6-0, hemma i Tallinn, 1928. Enda stora turneringen man spelat var fotboll i olympiska spelen 1924 då man förlorade den enda matchen med 0-1 mot USA.
Under sovjettiden (1940-1991) spelade man, som Estniska SSR, inofficiella matcher.
Den 3 juni 1992 spelade det nyskapade självständiga Estland sin första officiella efterkrigslandskamp, där man spelade 1-1 mot Slovenien i Tallinn. Största vinst efter 1991 blev 6-0 mot Gibraltar i kvalet till VM 2018.

### VM Kval-historia
I kvalet 1934 och 1938 lyckades man endast besegra Finland (1-0).
1994 års kval till VM i USA slutade illa med endast en pinne efter en mållös match borta mot Malta. kval till VM i Frankrike slog man endast Vitryssland(1-0). Man fick också 0-0 mot Skottland. VM Kvalet för Estland 2002 hamnade man på 4:e plats. Man gjorde 10 mål men fick 26 insläppta. Man vann båda matcherna mot Andorra och 2 oavgjorda mot Cypern. De två stora rivalerna i denna gruppen, Nederländerna och Portugal, förlorade man båda borta med 0-5. Man hade hämtat upp sig till VM-kvalet (2006) blev man gruppfyra med fem segrar, två oavgjorda och fem förluster. Kvalet till VM 2010 gick hyfsat, trots att man förlorade med 7-0 mot Bosnien Hercegovina! Man klarade oavgjort hemma mot Turkiet, vilket var starkt. Man skrällvann även mot Belgien med 2-0 hemma och mot gruppjumbon Armenien blev det 1-0 hemma och 2-2 borta. Estland hamnade näst sist i gruppen i kvalet till VM 2014 med 7p. I kvalet till VM 2018 hamnade Estland på fjärde plats av totalt sex lag. 

### EM Kval-historia
Debuten i 1996 års kval slutade med tio raka förluster. 2000 års kval då man slutade man näst sist. Men man lyckades plocka 11 poäng.  Man lyckades skrapa ihop 6 poäng totalt mot Färöarna. Man lyckades vinna mot Litauen borta med 2-1. Det blev två oavgjorda matcher. Båda mot Bosnien och Hercegovina och Skottland. Under 2004 års kval lyckades man endast besegra Andorra både på hemmaplan och bortaplan och spela 0-0 mot både Kroatien och Bulgarien och placerade sig näst sist trots bara 4 mål och 6 insläppta. I 2008 års kval hamnade Estland tillsammans med Andorra, England, Israel, Kroatien, Makedonien och Ryssland. Då lyckades man bara besegra Andorra. 
I EM kvalet 2012 gick det betydligt bättre för Estländarna. Kom till playoff efter Italien. I playoff förlorade man sammanlagt 2-6 mot Irland
Estland gjorde ett OK kval till EM 2016. Man började bra med 1-0 mot Slovenien. Men efteråt gick det neråt. Man förlorade både England och Litauen. Samt en oavgjord match borta mot San Marino. Man lyckades göra en comeback mot San Marino och Litauen där man lyckades vinna. Estland hamnade på 4:e plats i gruppspelet med hela 10 poäng. Estland slutade sist i sin grupp i EM kvalet 2020. Det blev bara en poäng vilket kom i matchen borta mot Vitryssland.

### Övriga turneringar
Estland deltar i Baltiska cupen som spelas vartannat år. De vann 2021 turneringen för fjärde gången, det var då den första estniska vinsten sedan baltländerna blev självständiga från Sovjetunionen. Före sovjettiden vann de cupen 1929, 1931, och 1938.

## Spelare

### Nuvarande trupp
Följande spelare blev uttagna till Nations League-matcherna mot Azerbajdzjan och Sverige i oktober 2024.
Antalet landskamper och mål är korrekta per den 8 september 2024 efter matchen mot Sverige.
| Nr | Pos. | Namn                      | Födelsedatum (ålder) | Matcher | Mål |               | Klubb               |
| -- | ---- | ------------------------- | -------------------- | ------- | --- | ------------- | ------------------- |
|    | MV   | Karl Jakob Hein           | 13 april 2002        | 32      | 0   | Spanien       | Real Valladolid     |
|    | MV   | Matvei Igonen             | 2 oktober 1996       | 15      | 0   | Bulgarien     | Botev Plovdiv       |
|    | MV   | Karl Andre Vallner        | 28 februari 1998     | 4       | 0   | Estland       | FCI Levadia         |
|    |      |                           |                      |         |     |               |                     |
|    | F    | Karol Mets                | 16 maj 1993          | 96      | 0   | Tyskland      | FC St. Pauli        |
|    | F    | Artur Pikk                | 5 mars 1993          | 62      | 1   | Polen         | Odra Opole          |
|    | F    | Joonas Tamm               | 2 februari 1992      | 60      | 4   | Bulgarien     | Botev Plovdiv       |
|    | F    | Märten Kuusk              | 5 april 1996         | 32      | 0   | Polen         | GKS Katowice        |
|    | F    | Maksim Paskotši           | 19 januari 2003      | 30      | 0   | Schweiz       | Grasshoppers        |
|    | F    | Michael Lilander          | 20 juni 1997         | 18      | 0   | Estland       | Paide Linnameeskond |
|    | F    | Rasmus Peetson            | 3 maj 1995           | 16      | 1   | Estland       | FCI Levadia         |
|    | F    | Michael Schjønning-Larsen | 2 februari 2001      | 4       | 0   | Estland       | FCI Levadia         |
|    |      |                           |                      |         |     |               |                     |
|    | MF   | Mattias Käit              | 29 juni 1998         | 54      | 8   | Rumänien      | Rapid Bukarest      |
|    | MF   | Martin Miller             | 25 september 1997    | 35      | 2   | Irland        | Bohemians           |
|    | MF   | Vlasij Sinjavskij         | 27 november 1996     | 35      | 0   | Tjeckien      | Slovácko            |
|    | MF   | Markus Poom               | 27 februari 1999     | 26      | 0   | Irland        | Shamrock Rovers     |
|    | MF   | Mihkel Ainsalu            | 8 mars 1996          | 19      | 0   | Estland       | FCI Levadia         |
|    | MF   | Rocco Robert Shein        | 14 juli 2003         | 13      | 0   | Nederländerna | Dordrecht           |
|    | MF   | Martin Vetkal             | 21 februari 2004     | 9       | 1   | Sverige       | IF Brommapojkarna   |
|    | MF   | Kevor Palumets            | 21 november 2002     | 7       | 1   | Finland       | HJK                 |
|    | MF   | Ioan Yakovlev             | 19 januari 1998      | 2       | 0   | Estland       | FCI Levadia         |
|    | MF   | Patrik Kristal            | 12 november 2007     | 1       | 0   | Estland       | Paide Linnameeskond |
|    |      |                           |                      |         |     |               |                     |
|    | A    | Sergei Zenjov             | 20 april 1989        | 113     | 17  | Estland       | Flora               |
|    | A    | Henri Anier               | 17 december 1990     | 96      | 23  | Hongkong      | Lee Man             |
|    | A    | Erik Sorga                | 8 juli 1999          | 30      | 4   | Vietnam       | Ho Chi Minh City    |
|    | A    | Alex Matthias Tamm        | 24 juli 2001         | 9       | 2   | Estland       | Nõmme Kalju         |
|    | A    | Robi Saarma               | 20 maj 2001          | 5       | 0   | Estland       | Paide Linnameeskond |

### Kända spelare
- Mart Poom, Watford FC Arsenal FC
- Ragnar Klavan, Liverpool FC